# جيما راي
جيما راي (بالإنجليزية: Gemma Ray)‏ هي مغنية وكاتبة غنائية بريطانية، ولدت في 1980 في Basildon ‏ في المملكة المتحدة.

## وصلات خارجية
- الموقع الرسمي
- جيما راي على موقع ميوزك برينز (الإنجليزية)
- جيما راي على موقع أول ميوزيك (الإنجليزية)
- جيما راي على موقع ديسكوغز (الإنجليزية)